# Trzebicz Nowy
Trzebicz Nowy (niem. Trebitscherfeld, d. Trzebickie Niwy) – wieś w Polsce położona w województwie lubuskim, w powiecie strzelecko-drezdeneckim, w gminie Drezdenko.
W latach 1975–1998 miejscowość administracyjnie należała do województwa gorzowskiego. 
We wsi znajduje się prywatne lądowisko. W 2012 roku nastąpiła XXII edycja Pikniku Lotniczego w Trzebiczu Nowym, na którym oprócz samolotów, zobaczyć było można również koncerty, między innymi składu Letni Chamski Podryw.
Piknik lotniczy w Trzebiczu Nowym wpisał się już na stałe do historii Polskiego lotnictwa ultralekkiego. Oprócz koncertów takich gwiazd jak Kalwi & Remi można było niejednokrotnie spotkać grupę akrobacyjną AZL Żelazny.